# ایتاهاری
ایتاهاری (به لاتین: Itahari) یک شهر در نپال است که در بخش سونساری واقع شده‌است. ایتاهاری ۹۳٫۷۸ کیلومتر مربع مساحت و ۱۴۰٬۵۱۷ نفر جمعیت دارد.